# Xã Nemaha, Quận Nemaha, Kansas
Xã Nemaha (tiếng Anh: Nemaha Township) là một xã thuộc quận Nemaha, tiểu bang Kansas, Hoa Kỳ. Năm 2010, dân số của xã này là 155 người.